# Jani Grilc
Jani Grilc, slovenski trener smučarskih skokov.
Grilc je od leta 1986 trener v klubu SK Triglav. Bil je klubski trener Primoža Peterke, Roberta Kranjca in od njegovega štirinajstega leta Petra Prevca. Od leta 1997 je bil v različnih vlogah tudi član slovenske reprezentance, od leta 2011 je pomočnik aktualnega glavnega trenerja slovenske reprezentance Gorana Janusa.